# Boma (República Democrática do Congo)

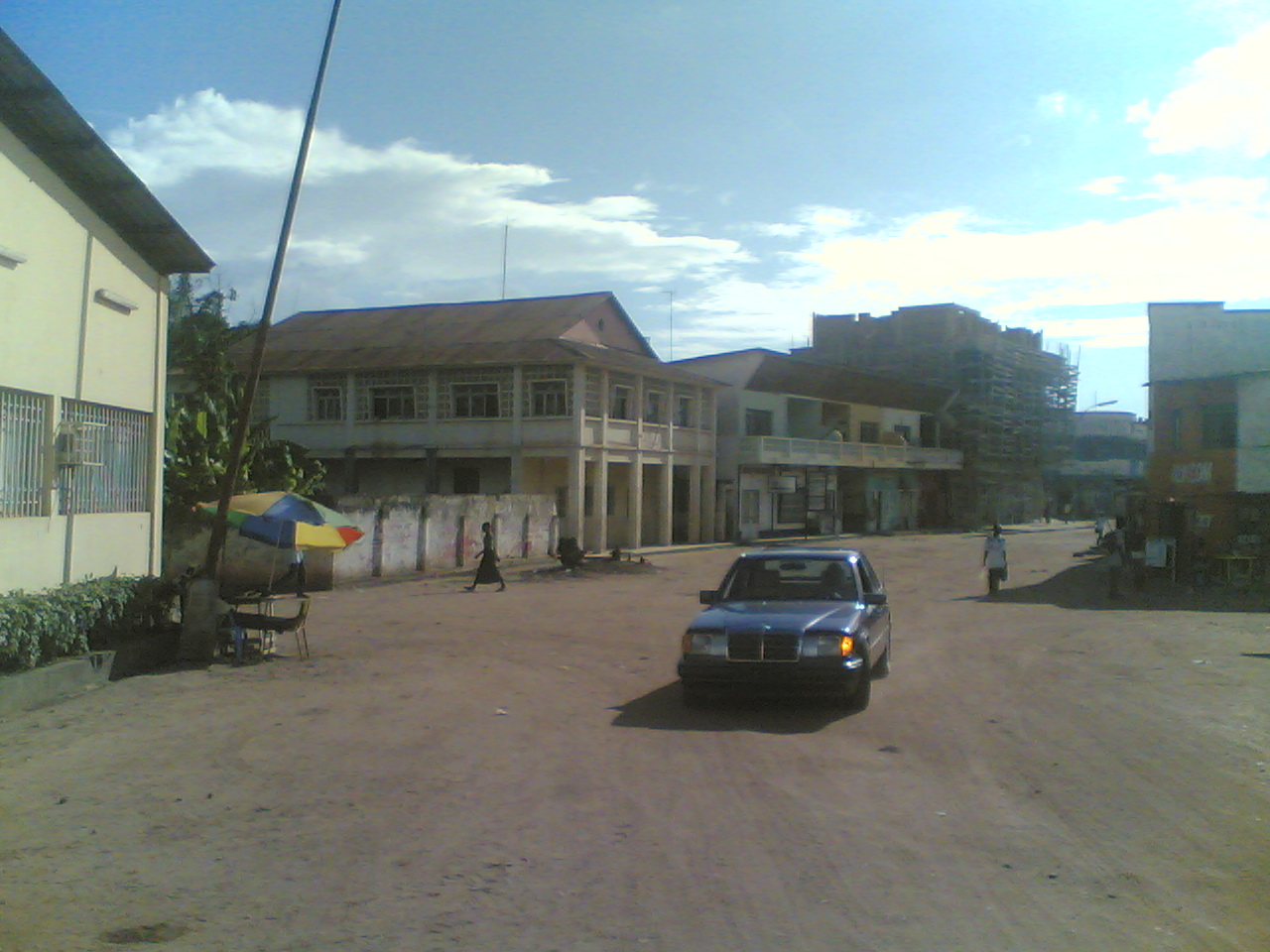
Uma rua no centro de Boma.

Boma é uma cidade portuária da República Democrática do Congo situada na província de Congo Central, na margem direita do Rio Congo. A cidade foi capital do Estado Livre do Congo entre 1 de maio de 1886 e 31 de outubro de 1929. Vivi foi a primeira capital, sendo seguida por Léopoldville, a actual Quinxassa.